# Bathypalaemonella humilis
Bathypalaemonella humilis is een garnalensoort uit de familie van de Bathypalaemonellidae. De wetenschappelijke naam van de soort is voor het eerst geldig gepubliceerd in 1966 door Bruce.